# Rejon bałakławski
Rejon bałakławski (ros. Балаклавский район, ukr. Балаклавський район) − jeden z czterech rejonów Sewastopola.
Ma powierzchnię około 545 km² i według danych z 2021 roku liczy 43 501 mieszkańców. Siedzibą władz rejonu jest Bałakława.
W skład rejonu wchodzi 1 miejska rada (Inkerman) i 2 silskie rady, obejmujące 16 wsi.